# Quintette pour piano no 1 de Farrenc
Pour les articles homonymes, voir Quintette pour piano et cordes.
Le Quintette pour piano no 1 en la mineur, op. 30, est une œuvre de musique de chambre de Louise Farrenc  pour piano et cordes, publiée en 1842. 

## Présentation

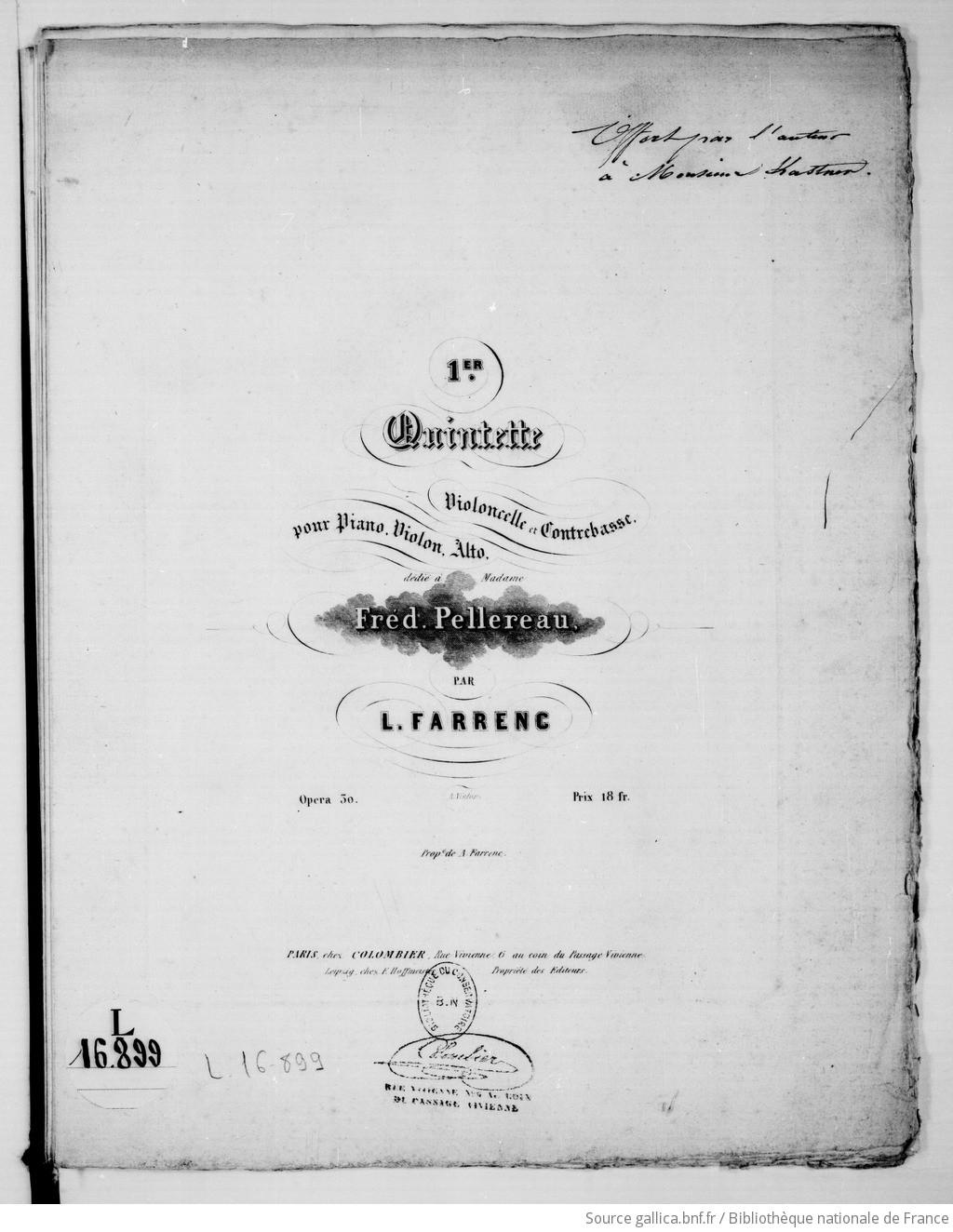
Page de titre de la partition.

Première partition de musique de chambre de Louise Farrenc d'importance, son quintette avec piano, catalogué op. 30, est composé vers 1839-1840. Il est publié en 1842 par Aristide Farrenc, mari et éditeur de Louise Farrenc.
L'œuvre, en la mineur, est écrite pour un piano, un violon, un alto, un violoncelle et une contrebasse, un effectif instrumental inusité à l'époque.

## Structure
Le Quintette, d'une durée moyenne d'exécution de 28 minutes environ, est composé de quatre mouvements :
1. Allegro, en la mineur ;
2. Adagio non troppo, en mi majeur ;
3. Scherzo. Presto, en la mineur ;
4. Finale. Allegro, en la mineur.

## Analyse
Le premier mouvement est un allegro de forme sonate qui emprunte un schéma harmonique que Farrenc reprendra pour ses symphonies : à la tonalité initiale mineure (la mineur) succède un second thème de l'exposition au relatif majeur (do majeur), tandis qu'à la réexposition le deuxième thème est traité dans le ton homonyme (la majeur).
Pour la musicologue Catherine Legras, la partition « recèle déjà un travail harmonique important, avec des surprises, nombre de changements, en particulier dans le développement de l'allegro initial, et une relative instabilité à l'intérieur d'un cadre très classique. »
Le deuxième mouvement est un adagio de forme rondo, qui s'ouvre sur le violoncelle, « particulièrement beau ».
Suit un scherzo rapide en la mineur (au trio en la majeur), enfin un finale de forme sonate, reproduisant le schéma harmonique du premier mouvement.

## Réception
Dans la Revue et gazette musicale de Paris du 19 avril 1840, la critique musicale relève : « Concert de Madame Farrenc et de Mademoiselle Clara Loveday [...] et parmi des trios et des quatuors de Beethoven [...] un quintette de la maîtresse de maison a été remarqué et justement loué. »
Georges Kastner souligne qu'« en général, la partie de piano est très brillante, les basses sont de bonne école, et telles que les demandent les maîtres allemands dont Reicha a, le premier en France, propagé les doctrines, c'est-à-dire qu'elles marchent bien, sont correctes et fort chantantes. »

## Discographie
- Piano Quintets op. 30 & 31, par le Linos Ensemble, CPO, 1991.
- The Two Piano Quintets, par The Schubert Ensemble of London, ASV, 2001.
- Piano Quintets, par le Quintetto Bottesini, Brilliant Classics, 2013.